# 妖霊お万狐
『妖霊お万狐』（ようれいおまんぎつね）は、1937年に日本で製作されたサイレント映画。極東キネマ製作。

## スタッフ
- 監督 : 大江秀夫
- 脚本 : 梅府猛
- 原作 : 梅府猛
- 撮影 : 角野茂樹

## キャスト
- 速見弥太郎 : 綾小路絃三郎
- 善通寺呑海 : 沢田敬之助
- 小笠原主水 : 片岡左衛門
- 姫千早 : 月澄江
- 村瀬軍太夫 : 八十川二郎
- 田原源左衛門 : 小川重四郎
- 赤羽大八 : 岡田整児
- 犬兵馬 : 大御堂多津男
- 宿の亭主 : 倉守一作
- お藤の父親 : 仏光寺ケサ麿
- 狐つきお藤 : 有島鏡子
- 狐つき : 妙蓮子
- 柏原百々代 : 沢村千恵子
- 荒熊虎十郎 : 茅原稔
- お藤の亭主 : 大海原一成